# Erstaviks kvarn

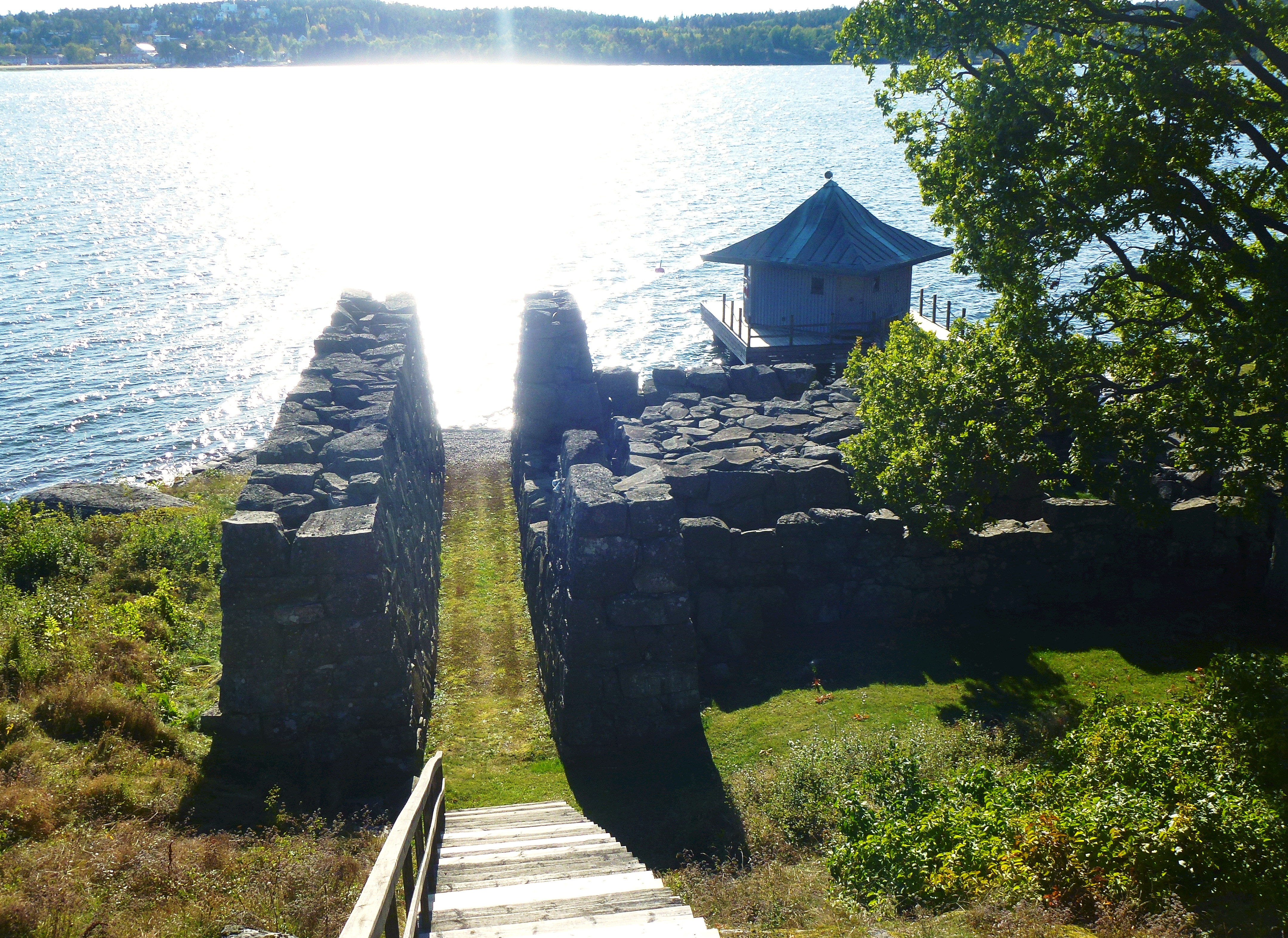
Erstaviks kvarn, fundament vid Erstaviken.

Ersta kvarn var en vattenkvarn vid Erstavikens norra strand i nuvarande Nacka kommun. Kvarnen tillhörde godset Erstavik och var på sin tid en av Stockholms skärgårdens största. Rörelsen var igång i olika former från 1720-talet fram till 1890-talet. Idag påminner höga fundament och vattenrännor uppförda i tuktad och kallmurat gråsten om den tidigare mycket omfattande verksamheten.  Enligt RAÄ rör det sig om en unik och välbevarad anläggning. Lämningarna efter Ersta kvarn är ett fornminne med RAÄ-nummer Nacka 223.

## Historik

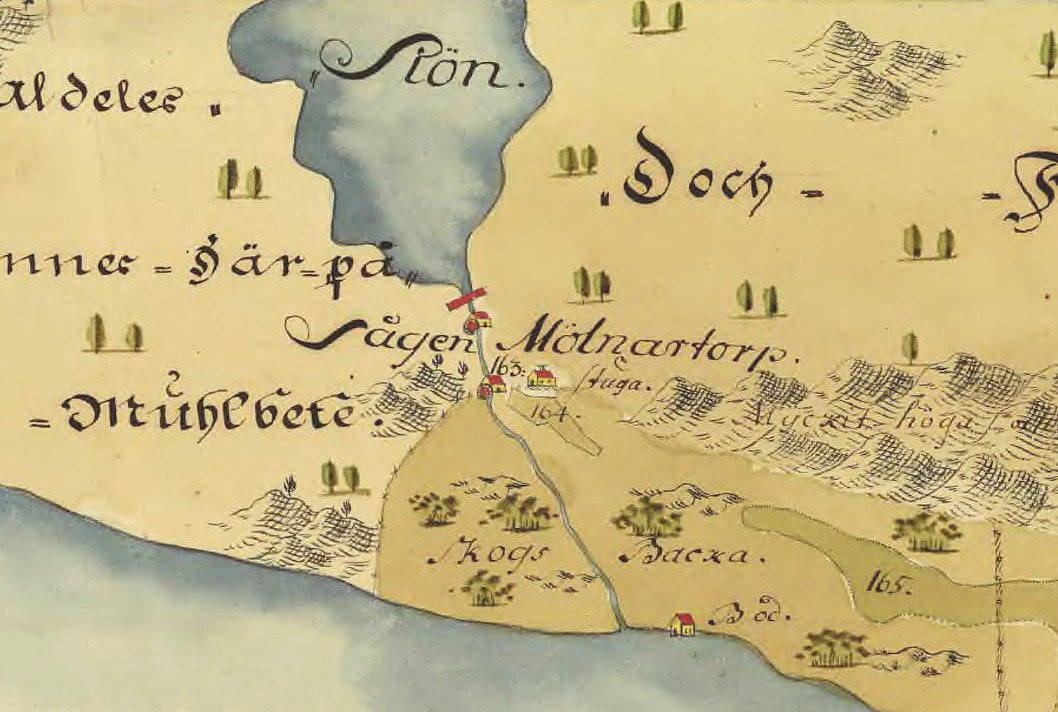
Erstaviks kvarn 1722.

Vattenkraften för att driva Erstaviks kvarn hämtades från Dammsjön som här, vid sitt utlopp till Erstaviken, bildade ett vattenfall med 20 meter fallhöjd. På 1720-talet fanns två kvarnar på platsen, en sågkvarn och en mjölkvarn. Vattnet räckte inte till för att driva dem året runt. För att öka vattentillgången dämdes Dammsjön upp som förenade sig med den angränsande Lundsjön till ett sammanhängande vattendrag. År 1736 fungerade kvarnarna hela året. Verksamheten utökades och moderniserades under årens lopp och omkring 1830 uppfördes den anläggningen, vars rester man kan se idag.
Erstaviks kvarnar användes huvudsakligen av godset Erstavik, men även skärgårdsbönder kom hit med båt för att få sin säd mald till mjöl. Läget vid stranden underlättade även hanteringen med transporter över vattnet. Ungefär ett fyrtiotal mjölnare, samtliga kända vid namn, arrenderade Erstaviks kvarn under dess 170-åriga historia. Arrendet betalades av mjölnaren till Erstavik och utgjorde 1 500 riksdaler för år 1866. Dessutom skulle han leverera 320 tunnor gröpe, 60 tunnor sammäld och 20 tunnor sikt. I arrendet ingick även två pråmar för transport av mjöl till Stockholm.

## Nedläggning

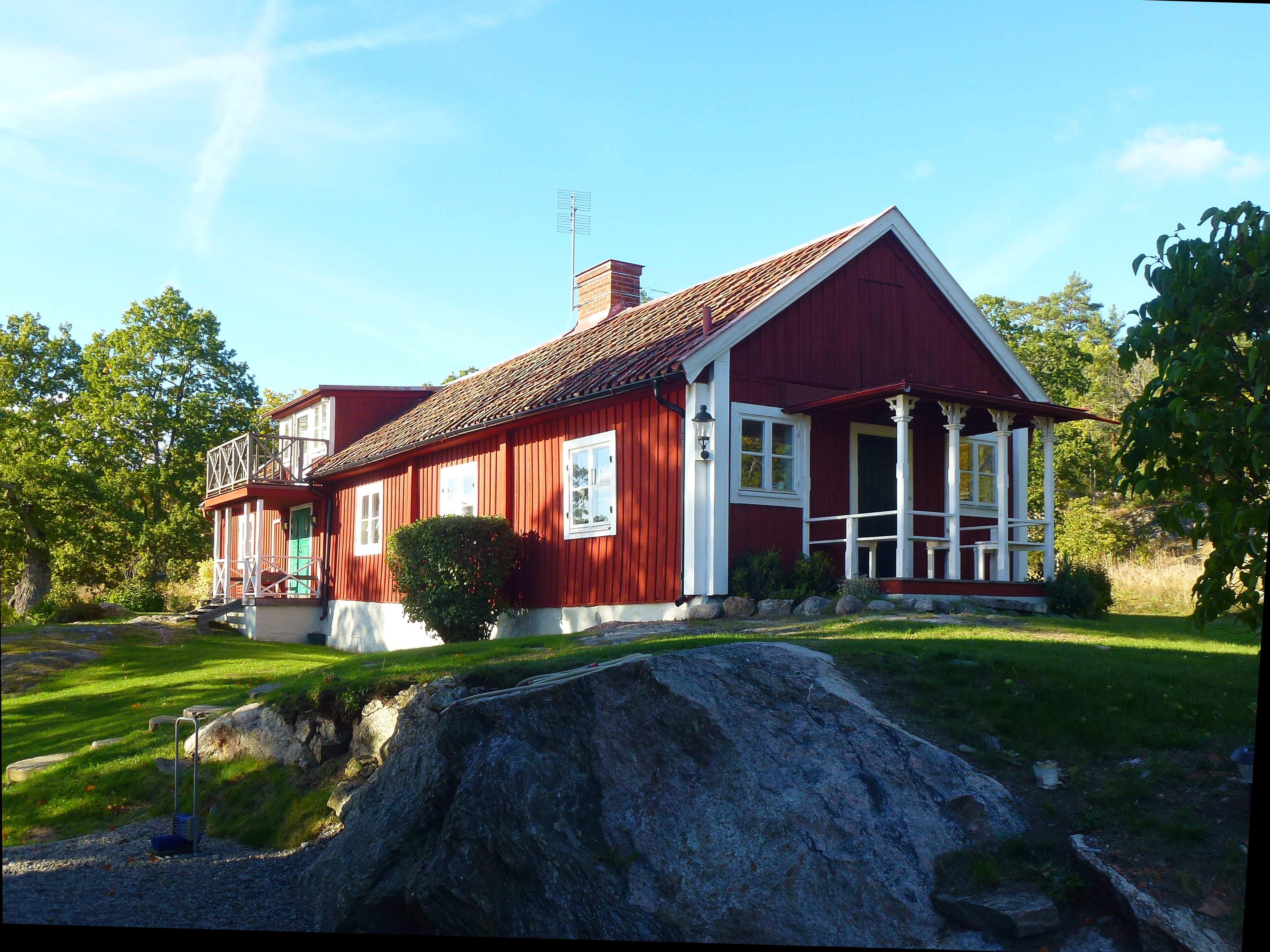
Mjölnarstugan 2015.

Under 1800-talets andra hälft övertog den mera pålitliga ångkraften alltmer rollen som kraftkälla för kvarnar och för transporter på land och vatten. Inte ens ett vattenfall på 20 meter räckte längre som kraftkälla och verksamheten vid Erstaviks kvarn lades ner på 1890-talet. 
Av den tidigare omfattande bebyggelsen återstår idag rester av dammarnas mäktiga grunder i sluttningen mot Erstaviken samt kvarngrunden med vattenrännan vid stranden. Kvarnlämningen mäter cirka 12 x 19 meter. Vattenrännan står öster om kvarngrunden. Den består av två parallella, upp till fem meter höga gråstensmurar som bildade postament för kvarnhjulet. 
Mjölnarbostaden är bevarad och tjäna numera som privatbostad. Kvarngrunden står på privat mark och är inte tillgänglig för allmänheten. Dagens Kvarnstugevägen och Erstaviks kvarnväg i villaområdet Solsidan påminner om den tidigare verksamheten.

## Bilder

Dammsjön, kvarndammen och fundament i slänten
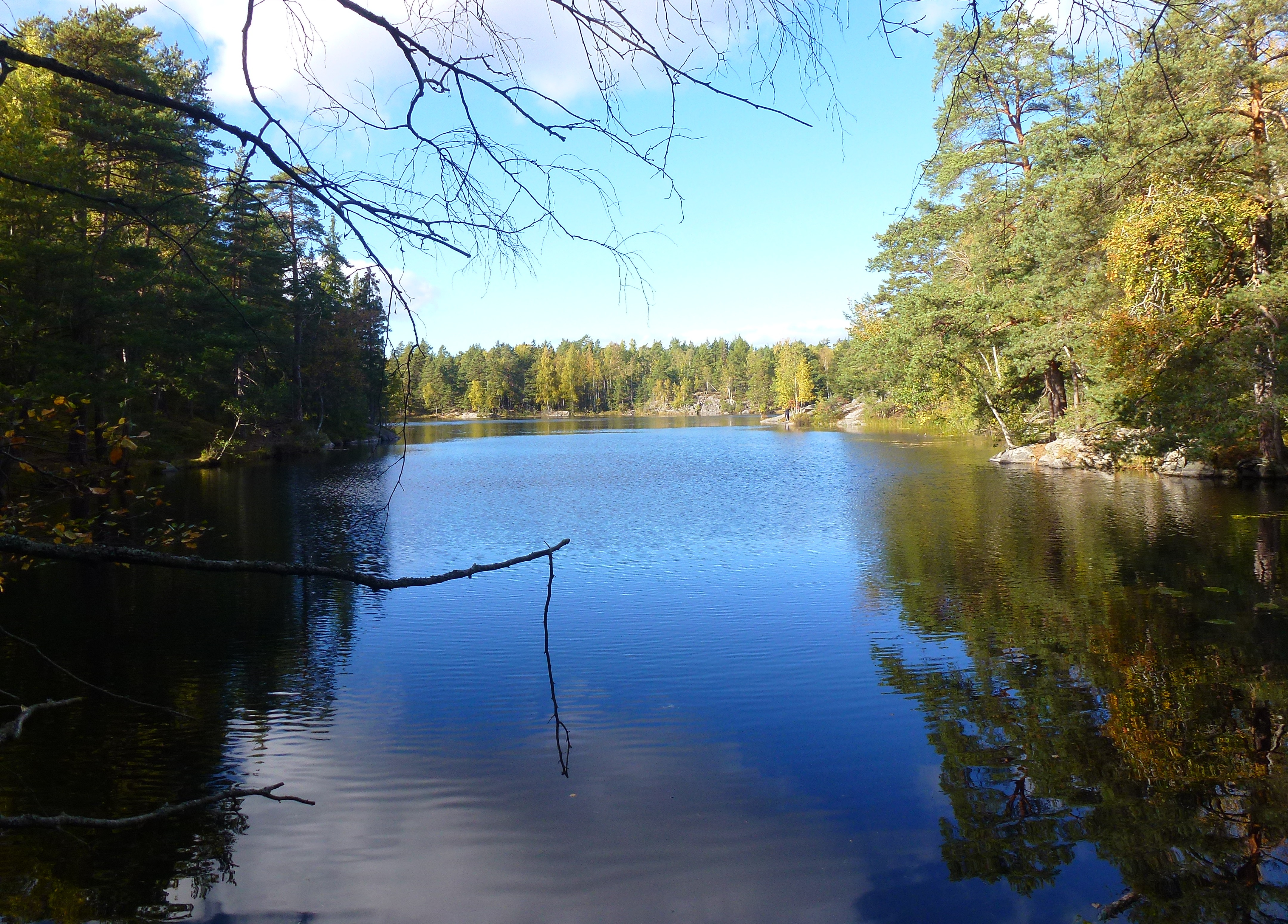
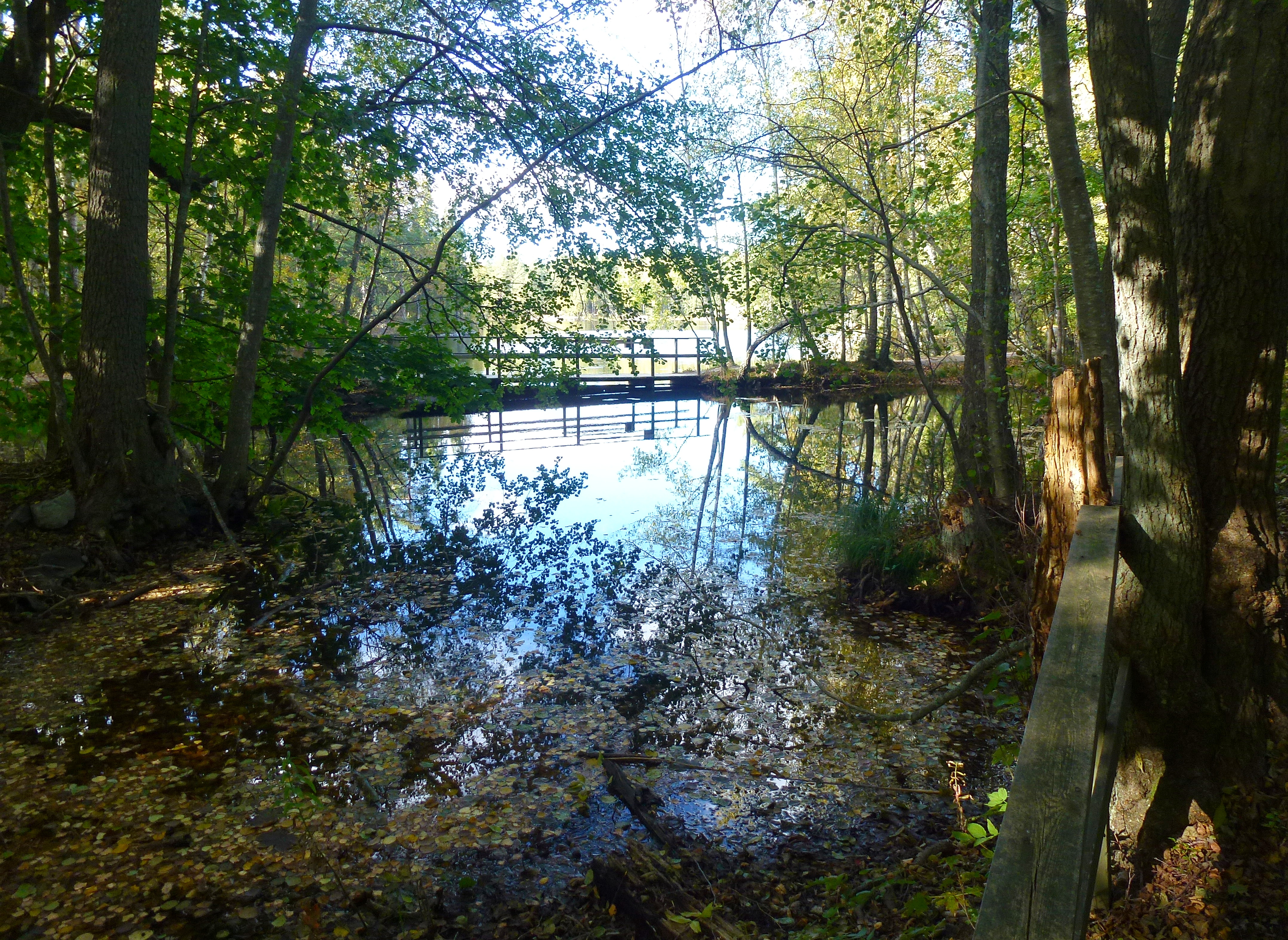
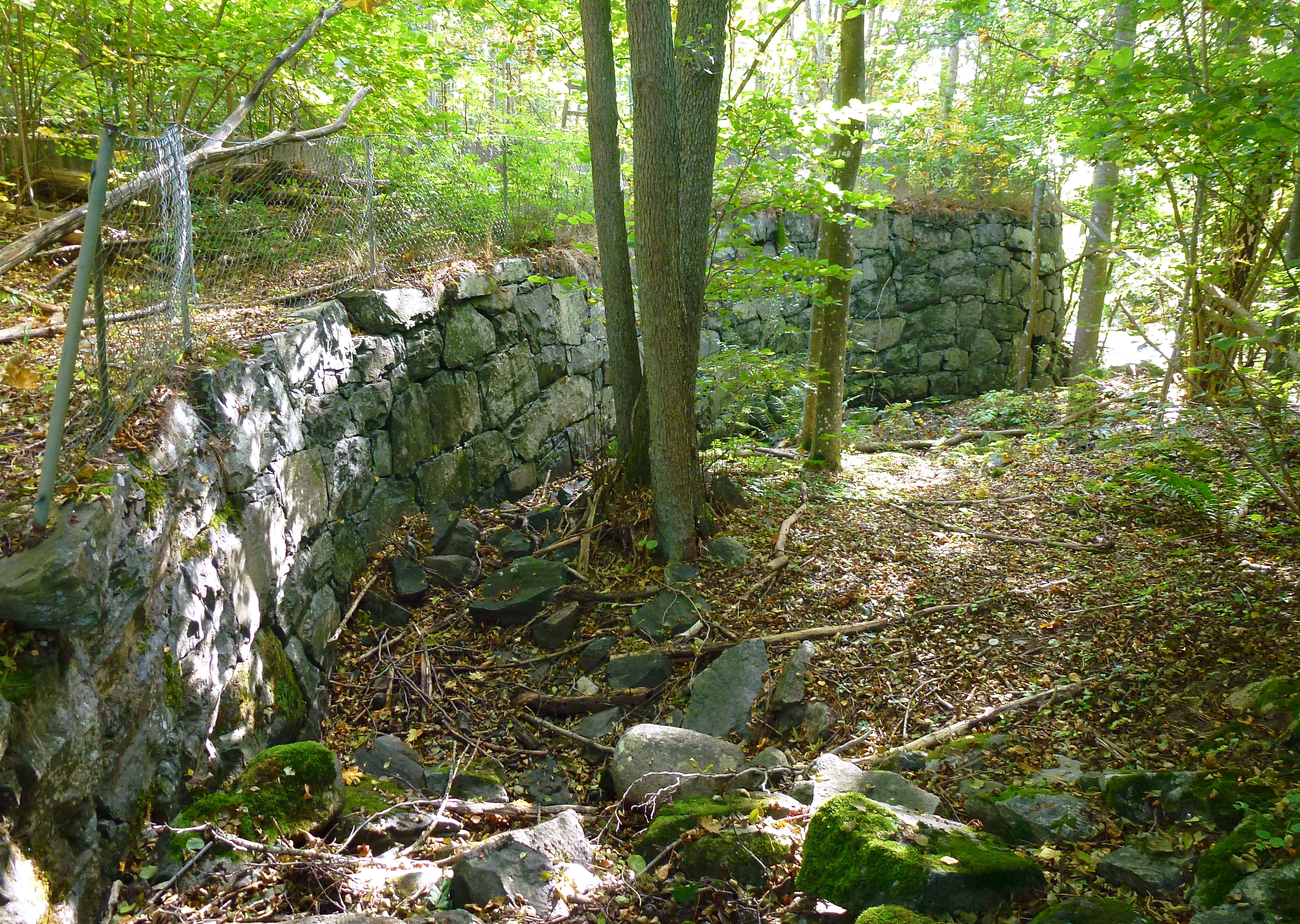
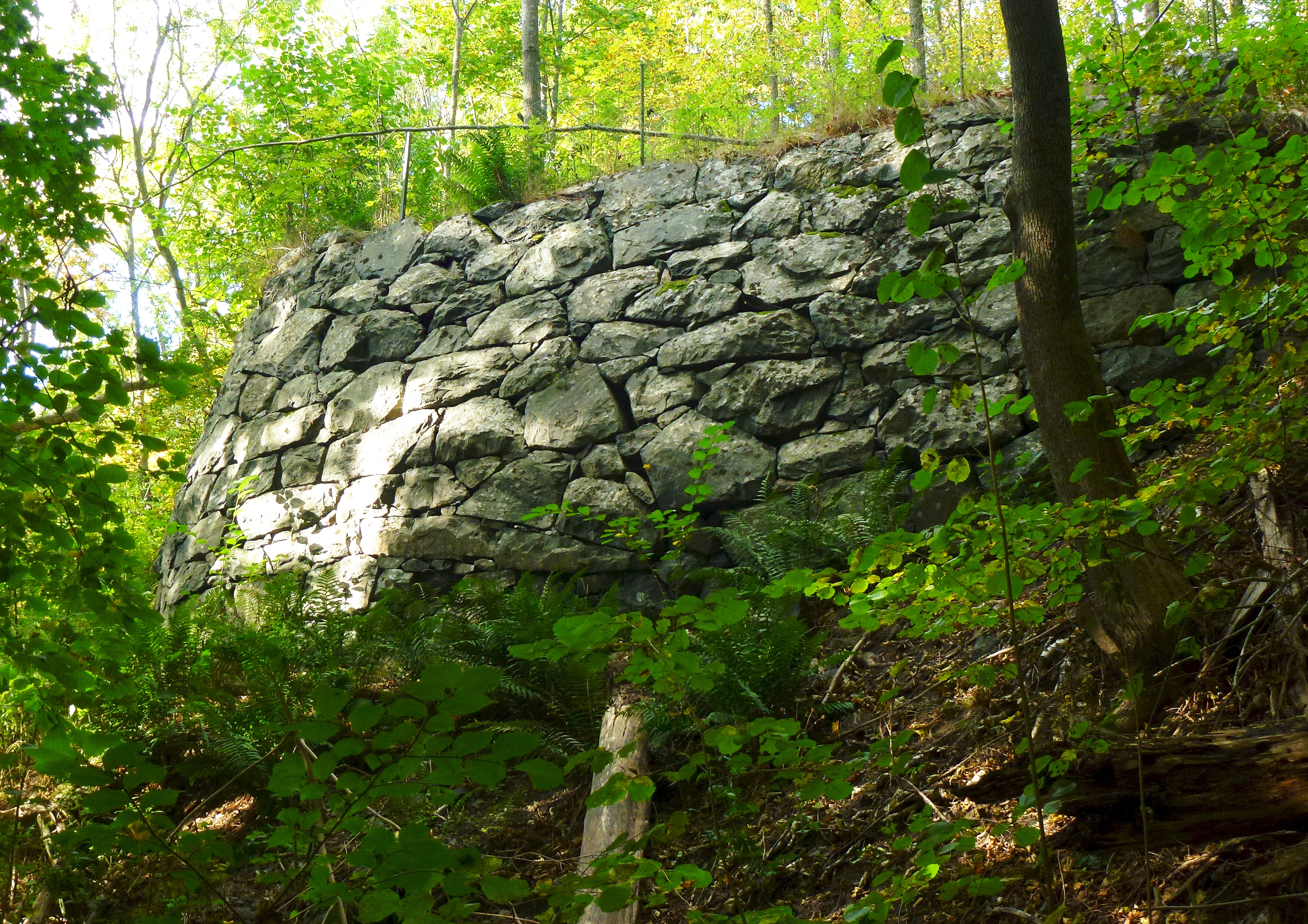

Kvarnfundamentet vid Erstaviken
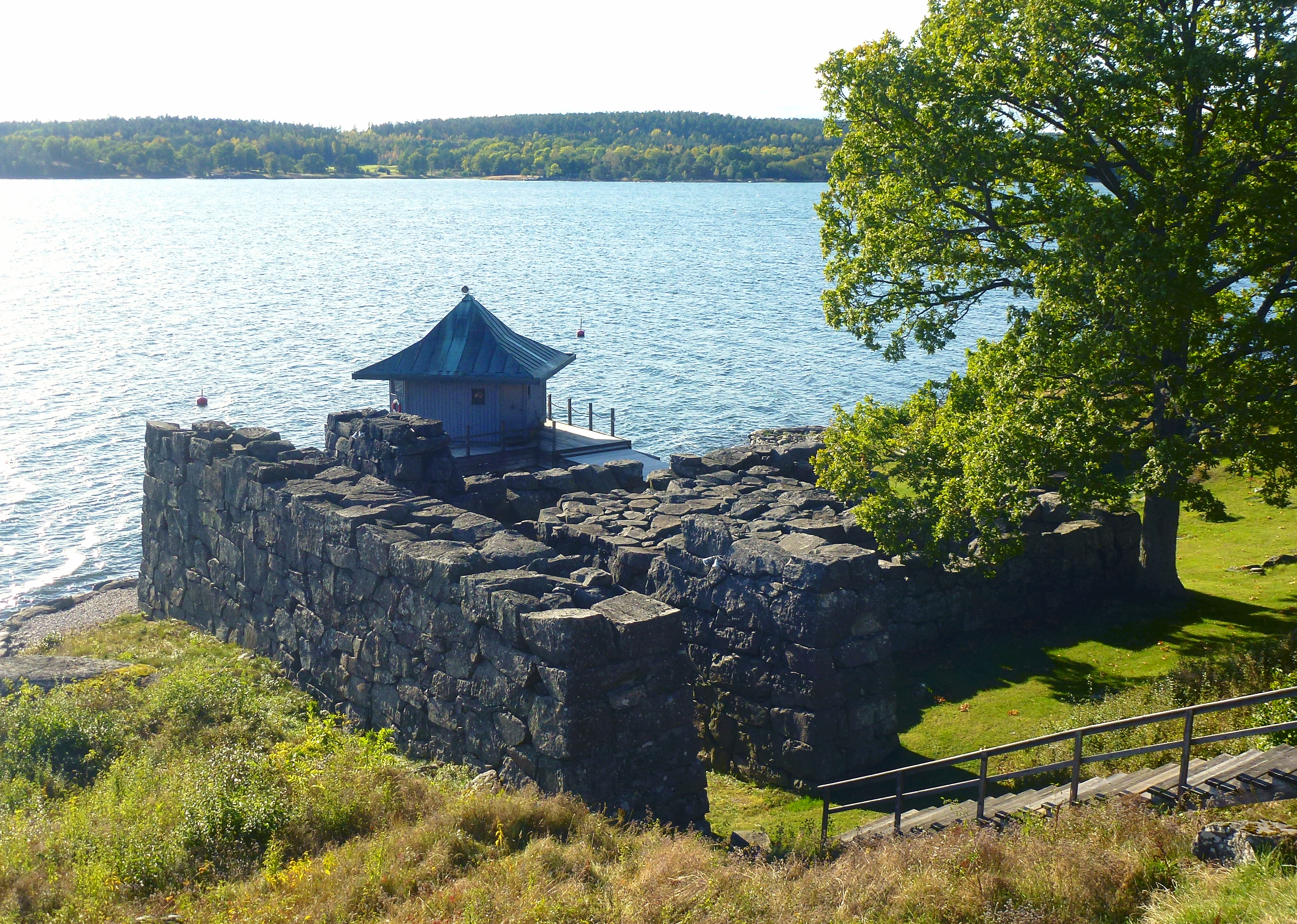
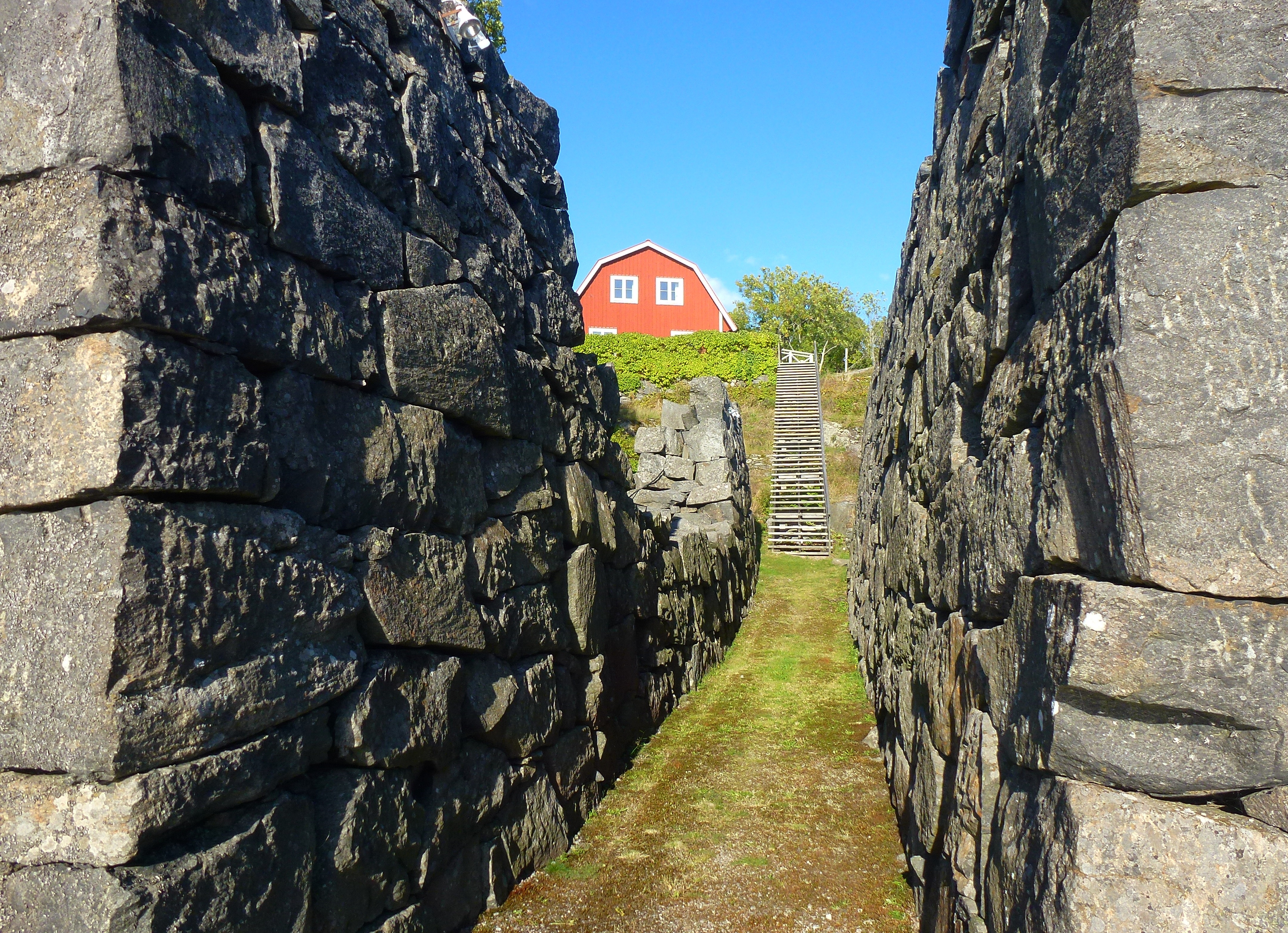
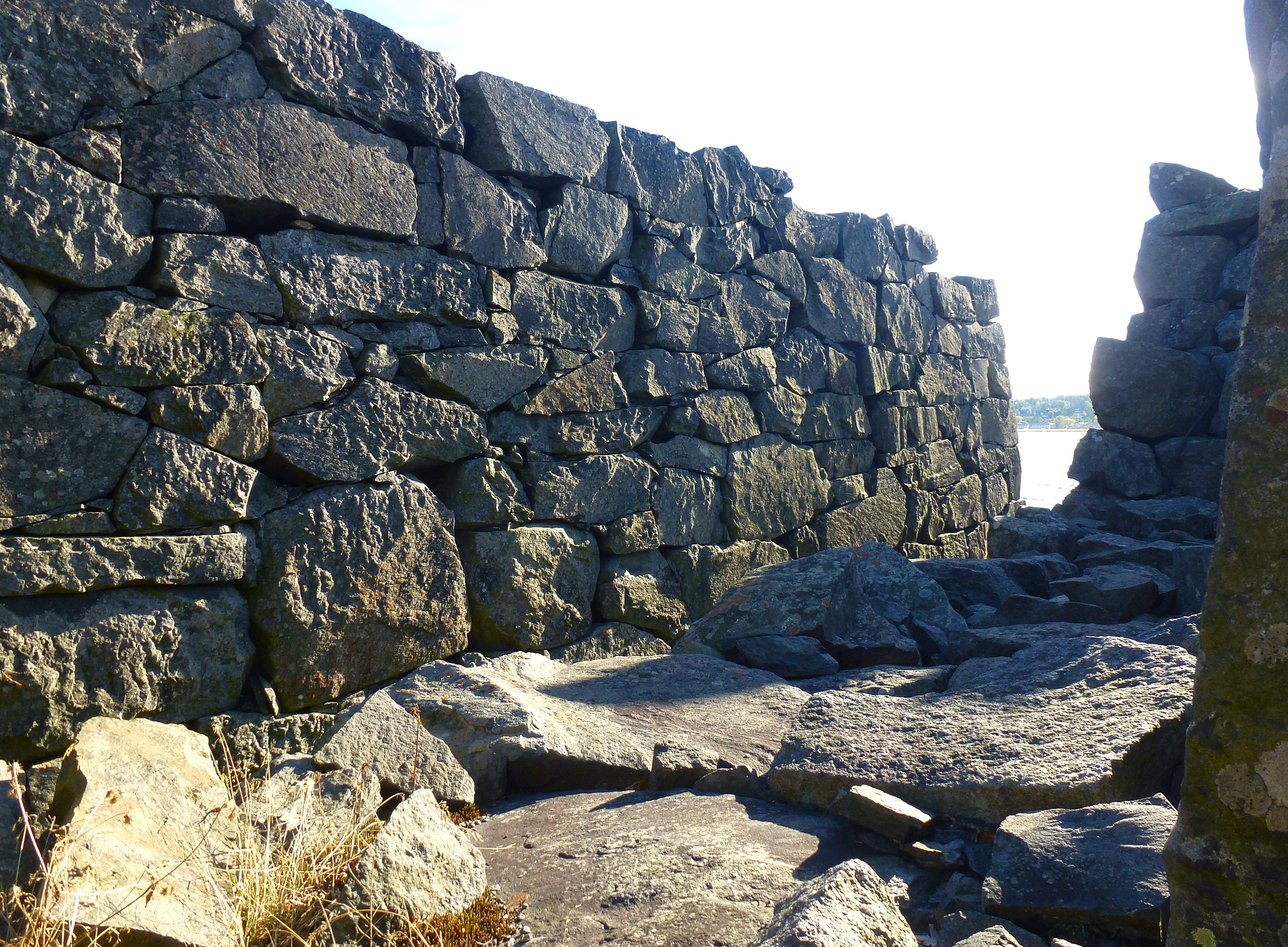
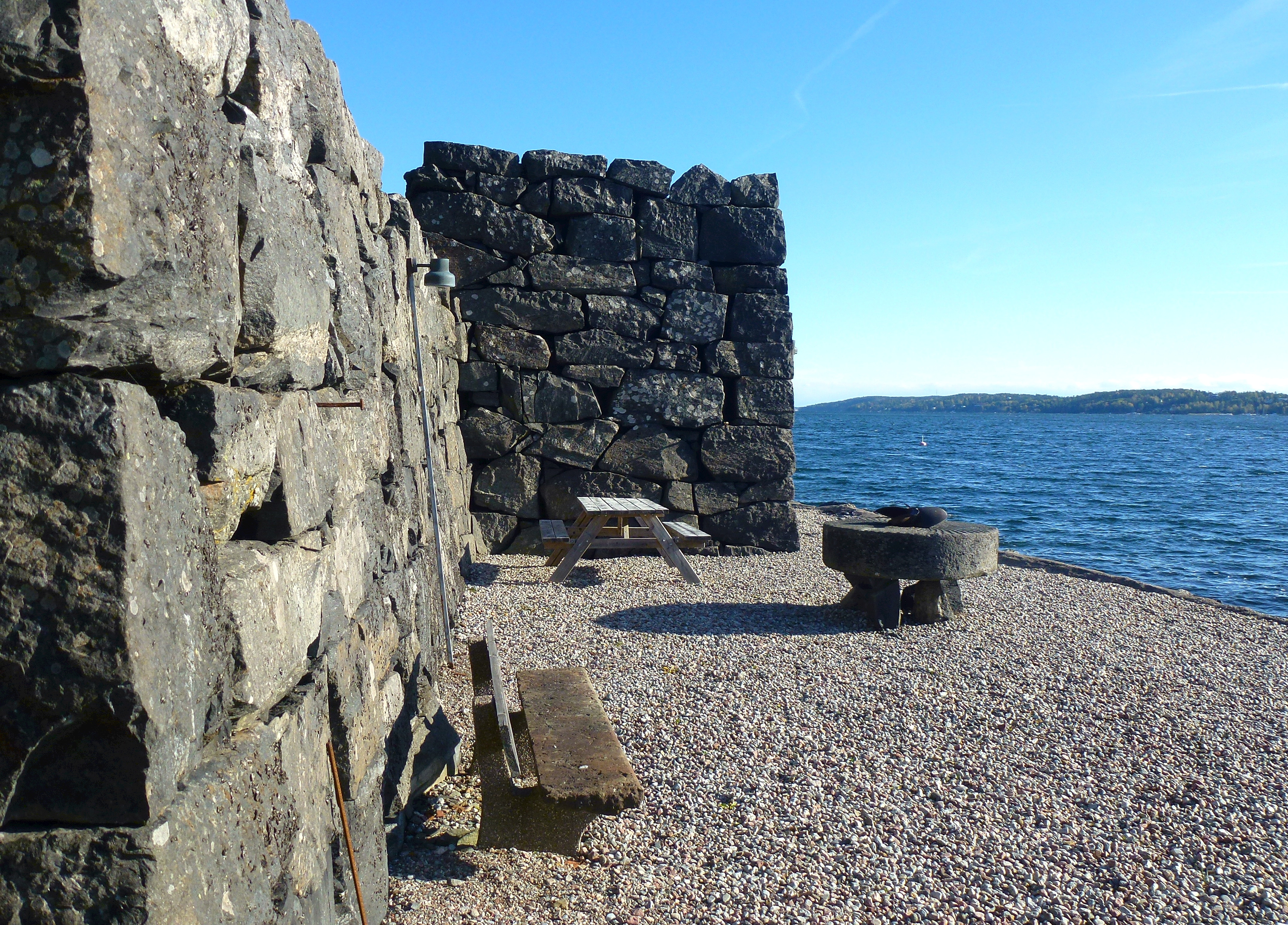